# The Needles (soulband)
De Needles is een soulband uit Nederland, met leden die in de beginjaren uit Suriname en de Nederlandse Antillen kwamen.

## Achtergrond
De Needles waren afkomstig uit de Randstad en werden rond de tweede helft van de jaren 1960 opgericht. Naast covers kwam de band met eigen repertoire, zoals de single Together uit 1971.
De band kent sinds de oprichting wisselende samenstellingen. Een van de beginopstellingen was met de zanger Alfons Wielingen, componist Stan Lokhin en de gitaristen Siegfried Cederboom en Franky Douglas.
De band trad in Nederland en verschillende andere Europese landen op.